# Tilkerodeïta
La tilkerodeïta és un mineral de la classe dels sulfurs. Rep el nom per la localitat tipus, el districte miner de Tilkerode, a Alemanya, el jaciment més important de selenurs en aquest país.

## Característiques
La tilkerodeïta és un selenur de fórmula química Pd₂HgSe₃. Es tracta d'una espècie aprovada per l'Associació Mineralògica Internacional, i publicada per primera vegada el 2020. Cristal·litza en el sistema trigonal. La seva duresa a l'escala de Mohs és 3. És l'anàleg de pal·ladi de la jacutingaïta.
L'exemplar que va servir per a determinar l'espècie, el que es coneix com a material tipus, es troba conservat a les col·leccions de l'institut mineralògic de la Technische Universität Bergakademie Freiberg, a Freiberg, Alemanya, amb el número d'inventari: misa84670.

## Formació i jaciments
Va ser descoberta al districte miner de Tilkerode, situat a la localitat de Mansfeld, dins Mansfeld-Südharz (Saxònia-Anhalt, Alemanya). També ha estat descrita en un segon indret, a Torquay (Anglaterra). Aquests dos indrets són els únics de tot el planeta on ha estat descrita aquesta espècie mineral.